# Gerhard Schiedlausky
Gerhard Schiedlausky, född 14 januari 1906 i Berlin, död 3 maj 1947 i Hameln, var en tysk SS-läkare och Hauptsturmführer. Från oktober 1943 till april 1945 var han chefsläkare i koncentrationslägret Buchenwald. 

## Biografi
Schiedlausky studerade medicin i Berlin och Innsbruck och avlade statsexamen 1931. Han blev medlem i Nationalsocialistiska tyska arbetarepartiet (NSDAP) i september samma år. I december 1932 inträdde han i Schutzstaffel (SS) men utträdde i juli året därpå för att kunna tjänstgöra som medicinalassessor inom polisen.
År 1936 återinträdde Schiedlausky i SS. I oktober 1939 blev han medlem i Waffen-SS och kommenderades till Einwandererzentralstelle i Litzmannstadt, som, inom ramen för Tredje rikets ras- och bosättningspolitik, repatrierade Volksdeutsche till Tyska riket. Under första halvåret 1941 genomgick Schiedlausky en tre månader lång militärutbildning. Efter denna tjänstgjorde han i Dachau, Sachsenhausen, Mauthausen och Flossenbürg, innan han i december 1941 utsågs till chefsläkare i Ravensbrück, där han var överordnad Rolf Rosenthal, Herta Oberheuser, Richard Trommer och Percy Treite. I Ravensbrück ledde Schiedlausky gasbrands- och transplantationsexperiment på lägerfångar.
Efter Ravensbrück var Schiedlausky en kort tid verksam i Natzweiler och kom i oktober 1943 till Buchenwald, där hans experiment fortsatte. Han försökte bland annat åstadkomma regeneration av ben-, muskel- och nervvävnad. Därtill utförde han försök med sulfonamid varvid lägerfångar infekterades med streptokocker, gasbrand och tetanus.

### Rättegång
Schiedlausky greps av amerikanska trupper i april 1945 och överlämnades till brittiska myndigheter. I december 1946 ställdes han inför rätta vid den första Ravensbrückrättegången. Vittnen berättade om Schiedlauskys medicinska experiment och hur han hade misshandlat kvinnliga fångar. Schiedlausky förnekade att han hade deltagit i några experiment. Den 3 februari 1947 dömdes Schiedlausky till döden. Schiedlauskys mor och hustru lämnade in nådeansökningar, men dessa avslogs, och Schiedlausky avrättades genom hängning i Hamelnfängelset den 3 maj samma år.